# Pheia serpensis
Pheia serpensis là một loài bướm đêm thuộc phân họ Arctiinae, họ Erebidae.